# Autovía A-23
Dieser Artikel wurde aufgrund von inhaltlichen Mängeln auf der Qualitätssicherungsseite des WikiProjekts Straßen eingetragen. Dies geschieht, um die Qualität der Artikel aus dem Themengebiet Straßen auf ein akzeptables Niveau zu bringen. Bitte hilf mit, die inhaltlichen Mängel dieses Artikels zu beseitigen, und beteilige dich bitte an der Diskussion!

Begründung: Übernahme aus allgemeiner QS: Seit wann liegt Pau südlich von Frankreich? Sprachliche Mängel, außerdem unenzyklopädische Zeitangaben -- feuerst – disk 11:39, 17. Jul. 2017 (CEST)
Die Autovía A-23, auch bekannt als Autovía Mudéjar, kurz A-23, ist eine Autobahn im Nordosten Spaniens. Sie beginnt an der Mittelmeerküste bei Sagunt, verläuft von dort nordwestwärts bis Teruel und dann weiter nach Norden bis Cariñena. Von dort geht es Richtung Nordosten über Saragossa bis Huesca, bevor die A-23 von hier nordwärts weiter führt bis zum derzeitigen Endpunkt Jaca. Es wird geplant, die Autobahn bis an die französische Grenze zu verlängern. Auf französischer Seite schließt die RN 134 an. Im Falle der Umsetzung wäre sie eine wichtige Verbindung zwischen Valencia, Aragonien, und dem Pays basque in Frankreich. Ein Teil der A-23 ist die Europastraße 7, die Pau im Südwesten Frankreichs mit Saragossa verbindet.

## Name
Der Name A-23 stammt, wie bei allen nationalen Straßen, die zur Autovía aufgewertet wurden, aus den ersten beiden Ziffern der alten Bezeichnung N-234.

## Geschichte
Die A-23 entstand aus der Erweiterung der N-234 und der N-330 und verläuft auf deren Routen: entlang der N-234 zwischen Sagunto und Daroca – Retascón und entlang der N-330 zwischen Retascón und Jaca. Die Bauarbeiten begannen 1999 und derzeit (2024) sind mehrere Abschnitte nördlich Huesca bis Jaca im Bau. Seit dem 21. Februar 2008, mit der Eröffnung des letzten dortigen Abschnittes, sind die drei Städte in Aragonien an die Autobahn angeschlossen. Dieser Abschnitt zwischen Calamocha und Romans ist 27,8 Kilometer lang, hat zwei mal zwei Fahrstreifen und kostete 98,68 Millionen Euro.
Wenn die Autovía 23 vollständig fertiggestellt sein wird, erreicht sie eine Länge von 462,4 Kilometern. Aktuell sind (September 2024) 419,3 Kilometer unter Verkehr (14,2 Kilometer als Z-40-Umfahrung Saragossa), 6,9 Kilometer sind im Bau und weitere 36,2 Kilometer befinden sich in der Planung. Die Fahrzeit von Sagunt bis Somport beträgt aktuell noch 4 Stunden und 38 Minuten.

## Streckenabschnitte
| Position | Bezeichnung | Strecke                                     | Länge    | Eröffnung/Status                    |
| -------- | ----------- | ------------------------------------------- | -------- | ----------------------------------- |
| 1        | A-23        | Sagunto – Soneja                            | 016,9 km | unter Verkehr (seit 1999)           |
| 2        | A-23        | Soneja – Segorbe                            | 009,5 km | unter Verkehr (seit 1999)           |
| 3        | A-23        | Variante de Segorbe                         | 003,6 km | unter Verkehr (seit 1999)           |
| 4        | A-23        | Segorbe – Río Palancia                      | 006,6 km | unter Verkehr (seit 2005)           |
| 5        | A-23        | Río Palancia – Viver                        | 010,2 km | unter Verkehr (seit 2006)           |
| 6        | A-23        | Viver – Barracas                            | 014,2 km | unter Verkehr (seit 2006)           |
| 7        | A-23        | Barracas – Sarrión                          | 018,2 km | unter Verkehr (seit 2006)           |
| 8        | A-23        | Sarrión – Escandón                          | 020,6 km | unter Verkehr (seit 2005)           |
| 9        | A-23        | Escandón – Teruel                           | 016,6 km | unter Verkehr (seit 2005)           |
| 10       | A-23        | Teruel – Santa Eulalia del Campo            | 026,8 km | unter Verkehr (seit 2005)           |
| 11       | A-23        | Santa Eulalia del Campo – Monreal del Campo | 021,9 km | unter Verkehr (seit 2001)           |
| 12       | A-23        | Monreal del Campo – Calamocha               | 014,7 km | unter Verkehr (seit 2001)           |
| 13       | A-23        | Calamocha – Romanos                         | 027,8 km | unter Verkehr (seit 2008)           |
| 14       | A-23        | Romanos – Mainar                            | 011,8 km | unter Verkehr (seit 2007)           |
| 15       | A-23        | Mainar – Paniza                             | 013,0 km | unter Verkehr (seit 2007)           |
| 16       | A-23        | Paniza – Torrubia (Muel)                    | 016,8 km | unter Verkehr (seit 2007)           |
| 17       | A-23        | Torrubia (Muel) – María de Huerva           | 013,1 km | unter Verkehr (seit 2006)           |
| 18       | A-23        | María de Huerva – Zaragoza (Süd)            | 011,6 km | unter Verkehr (seit 2005)           |
| 19       | Z-40        | Zaragoza (Süd) – Zaragoza (Ost)             | 014,2 km | unter Verkehr (seit 2008)           |
| 20       | A-23        | Zaragoza (Ost) – Villanueva de Gállego      | 009,5 km | unter Verkehr (seit 1991)           |
| 21       | A-23        | Villanueva de Gállego – Zuera               | 017,0 km | unter Verkehr (seit 1998)           |
| 22       | A-23        | Zuera – Almudévar                           | 022,0 km | unter Verkehr (seit 1998)           |
| 23       | A-23        | Almudévar – Huesca                          | 021,7 km | unter Verkehr (seit 1997)           |
| 24       | A-23        | Huesca – Nueno                              | 012,3 km | unter Verkehr (seit 2000)           |
| 25       | A-23        | Nueno – Congosto de Isuela                  | 005,0 km | unter Verkehr (seit 2014)           |
| 26       | A-23        | Congosto de Isuela – Arguis                 | 003,2 km | unter Verkehr                       |
| 27       | A-23        | Arguis – Alto de Monrepós                   | 003,2 km | unter Verkehr (seit 2014)           |
| 28       | A-23        | Alto de Monrepós – Caldearenas              | 004,1 km | unter Verkehr                       |
| 29       | A-23        | Caldearenas – Lanave                        | 012,0 km | unter Verkehr                       |
| 30       |             | Lanave – Embalse de Jabarrella              | 007,0 km | in Planung                          |
| 31       |             | Embalse de Jabarrella – Sabiñánigo (Süd)    | 002,2 km | in Planung                          |
| 32       | A-23        | Sabiñánigo (Süd) – Sabiñánigo (Ost)         | 003,0 km | unter Verkehr (seit 2014)           |
| 33       |             | Sabiñánigo (Ost) – Sabiñánigo (West)        | 006,9 km | im Bau                              |
| 34       | A-23        | Sabiñánigo (West) – Jaca (Ost)              | 009,6 km | unter Verkehr (seit 2012)           |
| 35       |             | Umfahrung Jaca (Jaca-Ost – Jaca-Nord)       | 008,0 km | in Planung                          |
| 36       |             | Jaca (Ost) – Somport                        | 019,0 km | Machbarkeitsstudie ausstehend       |
| 37       | N-330       | Tunnel Somport                              | 008,6 km | einbahnig unter Verkehr (seit 2003) |
| Summe    | Summe       | Summe                                       | 462,4 km |                                     |

## Route

### Abschnitt Sagunto–Saragossa
| Höchste zulässige Gesamtgeschwindigkeit | km      | Richtung Saragossa                                                                             | Richtung Sagunto                                                             | Autobahn           | Bemerkung |
| --------------------------------------- | ------- | ---------------------------------------------------------------------------------------------- | ---------------------------------------------------------------------------- | ------------------ | --------- |
|                                         |         | Beginn der Autovía Mudéjar                                                                     | Ende der Autovia Mudéjar                                                     | V-23               |           |
|                                         | 3       | Petrés Castellón – Valencia                                                                    | Petrés Castellón – Valencia                                                  | AP-7 A-7           |           |
|                                         | 5       | Gilet                                                                                          | Gilet                                                                        |                    |           |
|                                         | 7       | Albalat de Taronchers Estivella – Segart                                                       | Albalat de Taronchers Estivella – Segart                                     |                    |           |
|                                         |         | Área de Descanso                                                                               |                                                                              |                    |           |
|                                         | 14      | Serra – Torres-Torres Alfara de Algimia – Algimia de Alfara                                    | Serra – Torres-Torres Alfara de Algimia – Algimia de Alfara                  |                    |           |
|                                         |         | Provinz Castellón                                                                              | Provinz Valencia                                                             |                    |           |
|                                         | 18      | Castellón Algar de Palancia – Vall d'Uxó                                                       | Castellón Algar de Palancia – Vall de Uxó                                    | N-225              |           |
|                                         | 21 – 22 | Sot de Ferrer                                                                                  | Sot de Ferrer                                                                |                    |           |
|                                         | 24      | Soneja                                                                                         | Soneja                                                                       |                    |           |
|                                         | 26      | Villatorgas                                                                                    | Villatorgas                                                                  |                    |           |
|                                         | 27      | Geldo – Segorbe                                                                                | Geldo – Segorbe                                                              |                    |           |
|                                         | 31      | Altura – Segorbe                                                                               | Altura – Segorbe                                                             | CV-25              |           |
|                                         | 33      | Navajas                                                                                        | Navajas                                                                      | CV-216             |           |
|                                         | 37      | Jérica (süd)                                                                                   |                                                                              | N-234              |           |
|                                         | 42      | Viver – Jérica Caudiel                                                                         | Viver – Jérica Caudiel                                                       | CV-195             |           |
|                                         | 47      | Viver                                                                                          | Viver                                                                        | N-234              |           |
|                                         | 57      | Barracas – Puerto del Ragudo                                                                   | Barracas – Puerto del Ragudo                                                 |                    |           |
|                                         | 59      | Barracas                                                                                       | Barracas                                                                     |                    |           |
|                                         |         |                                                                                                |                                                                              |                    |           |
|                                         | 63      | San Agustin                                                                                    | San Agustín                                                                  |                    |           |
|                                         | 71      | Olba Albentosa – Venta del Aire                                                                | Olba Albentosa – Venta del Aire                                              | N-234              |           |
|                                         | 73      | Rubielos de Mora – Aramón Valdelinares Albentosa                                               | Rubielos de Mora – Aramón Valdelinares Albentosa                             | A-1515 N-234       |           |
|                                         | 76      | Mora de Rubielos – Aramón Valdelinares Manzanera                                               | Mora de Rubielos – Aramón Valdelinares Manzanera                             | A-228 N-234        |           |
|                                         | 78      | Sarrión                                                                                        | Sarrión                                                                      | N-234              |           |
|                                         | 89      | Puebla de Valverde vía de servicio                                                             | Puebla de Valverde vía de servicio                                           | N-234              |           |
|                                         | 92      | Puebla de V. – Mora de R. – Valdelinares C. de la Sierra – Aramón Javalambre                   | Puebla de V. – Mora de R. – Valdelinares C. de la Sierra – Aramón Javalambre | A-232 TE-620       |           |
|                                         |         | Puerto de Escandón – 1223 Meter                                                                | Puerto de Escandón – 1223 Meter                                              |                    |           |
|                                         | 100     | Formiche                                                                                       | Formiche                                                                     | TE-V-8011          |           |
|                                         | 105     | Teruel Sur Cuenca                                                                              | Teruel Sur Cuenca                                                            | N-234 N-330        |           |
|                                         | 116     | Teruel Centro – Alcañíz Cedrillas – Cantavieja                                                 | Teruel Centro – Alcañíz Cedrillas – Cantavieja                               | N-420 A-226        |           |
|                                         | 117     | Cuenca Teruel Norte – P. La Paz – Alcañíz                                                      | Cuenca Teruel Norte – P. la Paz – Alcañíz                                    | N-330 N-420        |           |
|                                         | 124     | Caudé Albarracín Aeropuerto                                                                    | Caudé Albarracín Aeropuerto                                                  | A-1512             |           |
|                                         | 131     | Cella Celadas                                                                                  | Cella Celadas                                                                | A-2515 TE-V-1001   |           |
|                                         | 137     | Villarquemado                                                                                  | Villarquemado                                                                |                    |           |
|                                         | 144     | Santa Eulalia del Campo Alfambra                                                               | Santa Eulalia del Campo Alfambra                                             | A-1511 TE-V-1008   |           |
|                                         | 150     | Torrelacárcel – Aguatón Torremocha de Jiloca                                                   | Torrelacárcel – Aguatón Torremocha de Jiloca                                 |                    |           |
|                                         | 160     | Villafranca del Campo Singra                                                                   | Villafranca del Campo Singra                                                 |                    |           |
|                                         | 165     | Monreal del Campo Madrid – Alcolea del Pinar                                                   | Monreal del Campo Madrid – Alcolea del Pinar                                 | N-234 N-211        |           |
|                                         | 176     | Caminreal Montalbán – Alcañíz                                                                  | Caminreal Montalbán – Alcañíz                                                | N-211              |           |
|                                         | 180     | Calamocha – Daroca                                                                             |                                                                              | N-234              |           |
|                                         | 181     |                                                                                                | Calamocha (Sur) Tornos – Bello                                               | N-234 A-1507       |           |
|                                         | 185     | Navarrete-Calamocha Daroca Soria                                                               | Navarrete-Calamocha Daroca Soria                                             | A-1504 N-234 N-330 |           |
|                                         | 202     | Ferreruela de Huerva Báguena Burbáguena                                                        | Ferreruela de Huerva Báguena Burbáguena                                      |                    |           |
|                                         | 206     | Lechón Anento                                                                                  | Lechón Anento                                                                |                    |           |
|                                         | 210     | Daroca – Nombrevilla – Romanos Calatayud                                                       | Daroca – Nombrevilla – Romanos Calatayud                                     | A-1506 N-234       |           |
|                                         | 215     | Villarreal de Huerva – Villadoz Mainar                                                         | Villarreal de Huerva – Villadoz Mainar                                       | A-2502 N-330       |           |
|                                         |         | Puerto de Paniza – 925 Meter                                                                   | Puerto de Paniza – 925 Meter                                                 |                    |           |
|                                         | 232     | La Almunia de Doña Godina Cariñena Sur – Paniza                                                | La Almunia de Doña Godina Cariñena Sur – Paniza                              | A-220 N-330        |           |
|                                         | 240     | Cariñena Norte                                                                                 | Cariñena Norte                                                               | N-330              |           |
|                                         | 245     | Longares Alfamén                                                                               | Longares Alfamén                                                             | A-1304             |           |
|                                         | 255     | Muel Épila                                                                                     | Muel Épila                                                                   | A-1506             |           |
|                                         | 262     | Botorrita                                                                                      | Botorrita                                                                    |                    |           |
|                                         | 268     | Cadrete María de Huerva                                                                        | Cadrete María de Huerva                                                      | N-330              |           |
|                                         | 274     | Cuarte de Huerva                                                                               | Cuarte de Huerva                                                             |                    |           |
|                                         | 276     | A-68 (Alcañiz – Castellón) A-2 (Madrid–Barcelona) AP-68 (Logroño – Pamplona) E-7 A-23 (Huesca) |                                                                              | Z-40               |           |
|                                         |         | Beginn der Autovía Mudéjar                                                                     | Ende der de Autovía Mudéjar                                                  | Z-40               |           |

### Abschnitt Saragossa (Nord)–Nueno
| Höchste zulässige Gesamtgeschwindigkeit | km  | Richtung Nueno                                           | Richtung Saragossa                                                             | Autobahn      |
| --------------------------------------- | --- | -------------------------------------------------------- | ------------------------------------------------------------------------------ | ------------- |
|                                         |     | Comienzo de la Autovía Mudéjar                           | Fin de la Autovía Mudéjar                                                      | Z-40          |
|                                         | 292 |                                                          | A-68 Alcañiz – Castellón A-2 Madrid – Barcelona E-804 AP-68 Logroño – Pamplona | Z-40          |
|                                         | 296 | San Juan de Mozarrifar Polígono „Ciudad del Transporte“  | San Juan de Mozarrifar Polígono „Ciudad del Transporte“                        |               |
|                                         | 298 |                                                          | Zaragoza Avenida de los Pirineos Plaza del Pilar                               | N-330         |
|                                         | 299 | Polígono „San Miguel“ Universität San Jorge              | Polígono „San Miguel“ Universität San Jorge                                    |               |
|                                         | 301 | Villanueva de Gállego Sur Polígono industrial            | Villanueva de Gállego Sur Polígono industrial                                  |               |
|                                         | 304 | Villanueva de Gállego Norte Castejón de Valdejasa        | Villanueva de Gállego Norte Castejón de Valdejasa                              |               |
|                                         | 314 | Zuera Sur                                                | Zuera Sur                                                                      |               |
|                                         | 316 | Zuera Ejea de los Caballeros                             | Zuera Ejea de los Caballeros                                                   |               |
|                                         | 318 | Zuera Norte San Mateo de Gállego                         | Zuera Norte San Mateo de Gállego                                               |               |
|                                         | 321 | Ontinar Gurrea Vía de servicio                           | Ontinar Gurrea Vía de servicio                                                 |               |
|                                         | 328 | El Temple Vía de servicio                                | El Temple Vía de servicio                                                      |               |
|                                         | 333 | Gurrea San Jorge Vía de servicio                         | Gurrea San Jorge Vía de servicio                                               | N-330a        |
|                                         | 341 | Almudévar Tardienta Alcalá de Gurrea                     | Almudévar Tardienta Alcalá de Gurrea                                           | A-1211 A-1207 |
|                                         | 347 | Vía de Servicio                                          | Vía de Servicio                                                                |               |
|                                         | 356 |                                                          | Cuarte Escuela Politécnica Parque Tecnológico                                  |               |
|                                         | 357 | Huesca Sur Cuarte Escuela Politécnica Parque Tecnológico | Huesca Sur                                                                     |               |
|                                         | 360 | Huesca Centro Pamplona                                   | Huesca Centro Pamplona                                                         | A132          |
|                                         | 362 | Barbastro - Lérida                                       | Barbastro - Lérida                                                             | N-240         |
|                                         | 364 | Yéqueda Vía de Servicio                                  | Huesca Norte Yéqueda Vía de Servicio                                           |               |
|                                         | 368 | Igriés Vía de Servicio                                   | Igriés Vía de Servicio                                                         |               |
|                                         | 372 | Arascués Nueno Vía de Servicio                           | Arascués Nueno Vía de Servicio                                                 |               |
|                                         | 375 | Nueno Sabayés                                            | Nueno Sabayés                                                                  |               |
|                                         |     |                                                          | Túnel de Nueno L. 494 m                                                        |               |
|                                         |     | Fin de la Autovía Mudéjar                                | Comienzo de la Autovía Mudéjar                                                 | N-330         |

### Abschnitt Nueno–Jaca-Canfranc

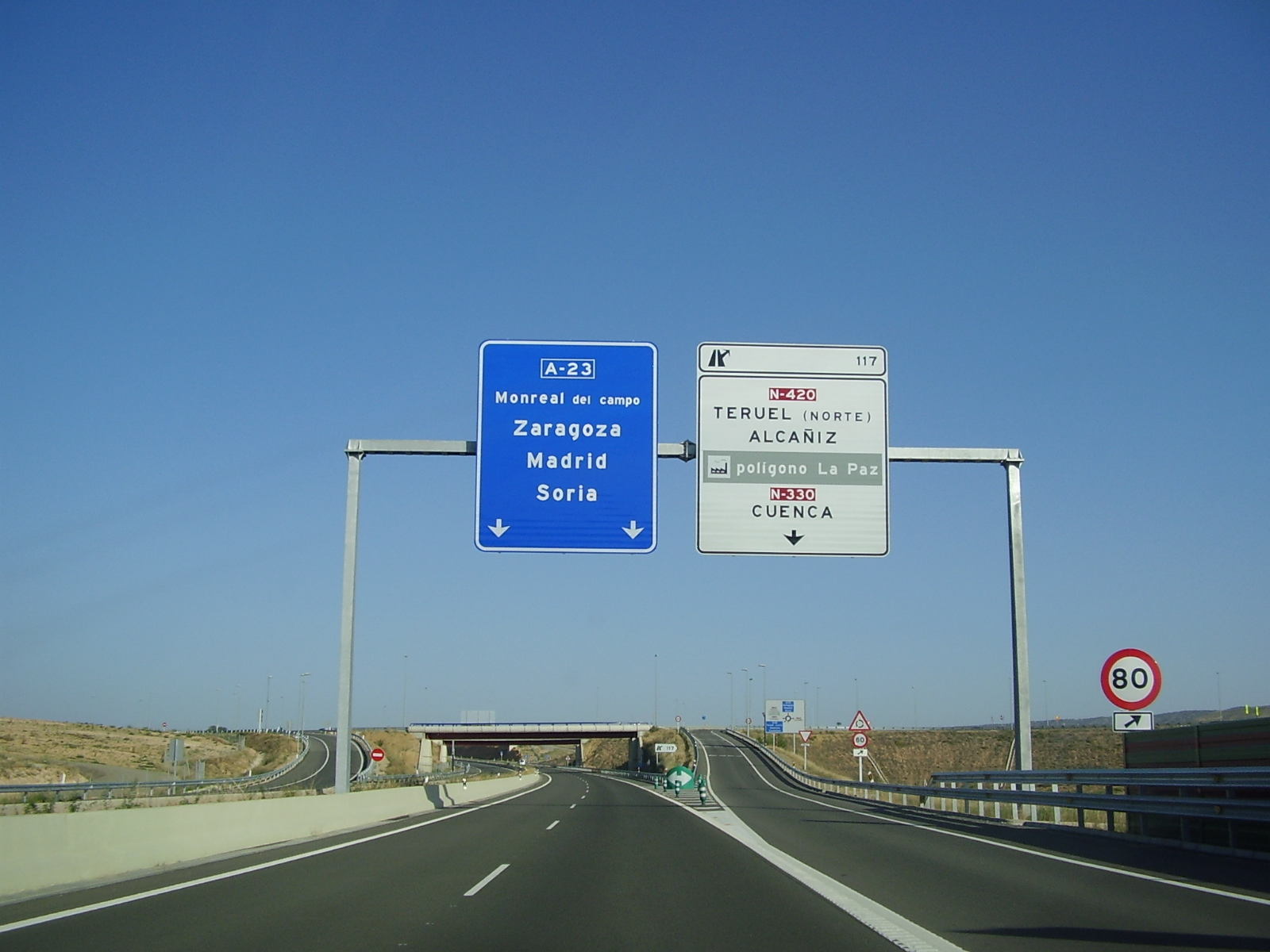
A-23 in Teruel

| höchste zulässige Gesamtgeschwindigkeit | km  | Richtung Canfranc                                            | Richtung Nueno                        | Autobahn | Bemerkungen |
| --------------------------------------- | --- | ------------------------------------------------------------ | ------------------------------------- | -------- | ----------- |
|                                         |     | Puerto de Monrepós – 1280 Meter Tramo pendiente de desdoblar |                                       |          |             |
|                                         |     |                                                              |                                       |          |             |
|                                         |     | Túneles de Monrepós L. 1.484 m                               | Túneles de Monrepós L. 1.484 m        |          | Túneles     |
|                                         |     |                                                              |                                       |          |             |
|                                         |     | Tramo pendiente de desdoblar                                 |                                       |          |             |
|                                         |     |                                                              |                                       |          |             |
|                                         | 403 | Sabiñánigo Sur                                               | Sabiñánigo Sur                        | N-330    |             |
|                                         | 406 | Sabiñánigo Este Yebra de Basa Fiscal                         | Sabiñánigo Este Yebra de Basa Fiscal  | N-260    |             |
|                                         |     |                                                              |                                       |          |             |
|                                         |     | Tramo pendiente de desdoblar                                 |                                       |          |             |
|                                         |     |                                                              |                                       |          |             |
|                                         | 417 | Espuéndolas Martillué Vía de servicio Golf Badaguás          | Espuéndolas Martillué Vía de servicio | N-330    |             |
|                                         | 424 | Jaca Oeste Pamplona Golf Badaguás                            | Jaca Oeste Pamplona                   | N-330    |             |
|                                         |     |                                                              |                                       |          |             |